# Fekete Elek
Fekete Elek, született: Fekete Elek Lajos (Sümeg, 1846. december 5. – Sátoraljaújhely, 1913. július 4.) magyar építész és építőmester.

## Élete
Életéről kevés adat ismert. Szülei Fekete Ignác és Jandó Mária. A 19. század második felében számos épület kivitelezését vezette Budapesten, de megvalósultak saját tervei is. Leginkább historizáló stílusú épületek fűződnek a nevéhez. Felesége Koch Éva volt.

## Ismert épületei
- 1879: Krail-bérház, Budapest, József körút 67.[6][7]
- 1880-as évek: Fekete-bérház, Budapest, Bartók Béla út 25.[8]
- 1880–1881: Teleki-bérpalota, Budapest, Andrássy út 72. (Feszty Adolffal közös munka)[9]
- 1882: favázas iroda- és őrház, Budapest, Váci út 64.[10]
- 1882–1883: Seemann-bérház, Budapest, Városligeti fasor 1.[11]
- 1882–1883: Dezsényi–Kemény-bérház, Budapest, Andrássy út 95.[12]
- 1887/1889: Krail-bérház, Budapest, József körút 69.[13] (Ámon Józseffel közösen)[14]
- 1889: Pollák-bérház, Budapest, József körút 58.[15][16]
- 1893–1894: bérház, Budapest, Baross tér 20. (elpusztult)[17]
- 1898: bérház, Budapest, Bartók Béla u. 23.[18]
- 1898–1899: Kovács-bérház, Budapest, Széna tér (a második világháborúban megsérült, 1945-ben lebontották)[19]

### Csak kivitelező volt
- 1887–1888: Magyar Királyi Állami Felső Építő Ipariskola, Budapest, József körút 6. (tervező: Hauszmann Alajos)[20]
- 1890–1891: Csávolszky-bérház, Budapest, Erzsébet körút 6. (tervező: Quittner Zsigmond)[21]
- 1890–1892: Epstein-bérház, Budapest, Ferenc körút 32. (tervező: Quittner Zsigmond)[22]
- 1892: Braun-bérház, Budapest, Ferenc körút 34. (tervező: Hirsch József)[23]

### Átépítései
- 1880-as évek: lakóház, Budapest, Úri u. 6.[24]

## Képtár

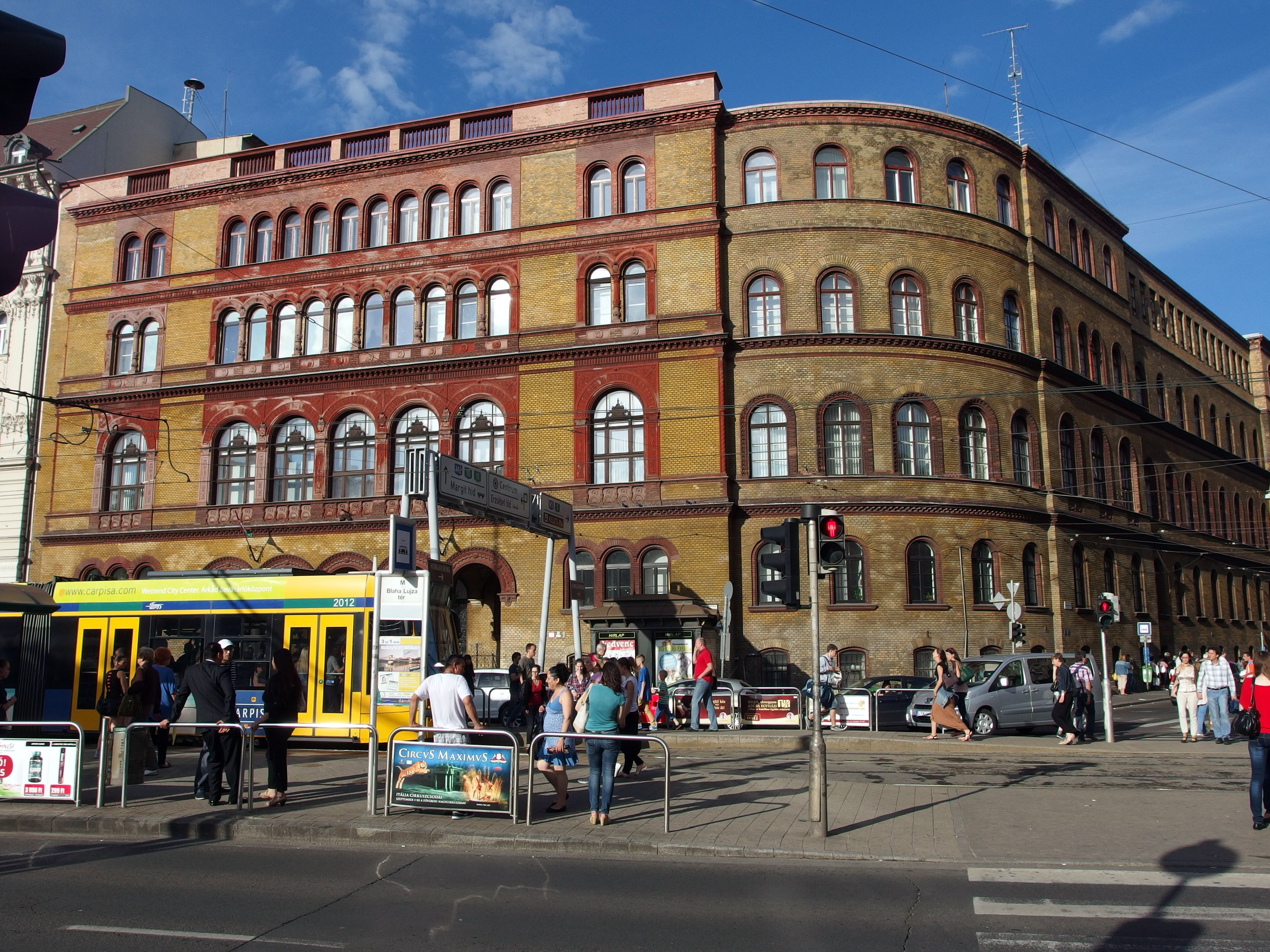
József körút 6.
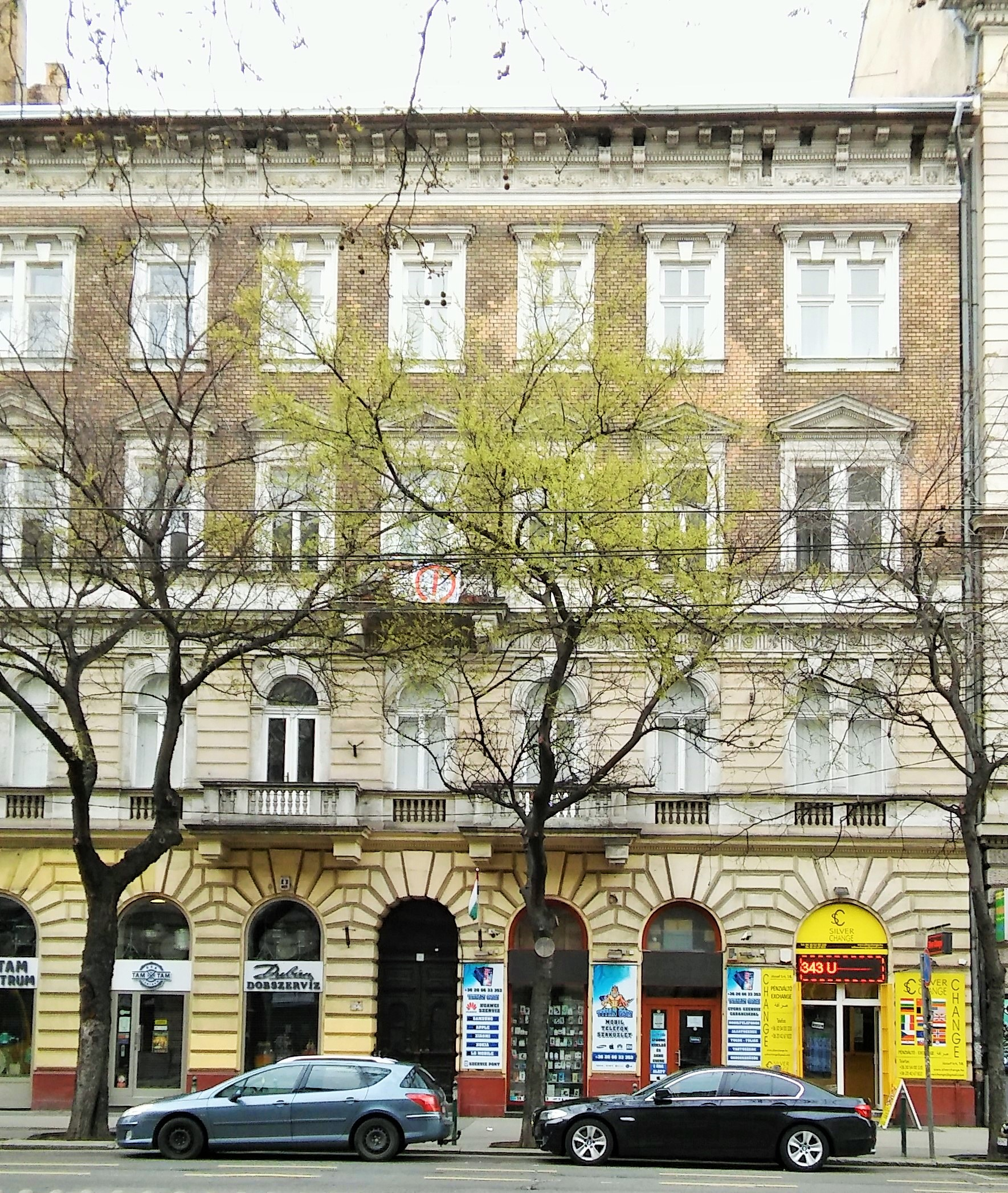
József körút 58.
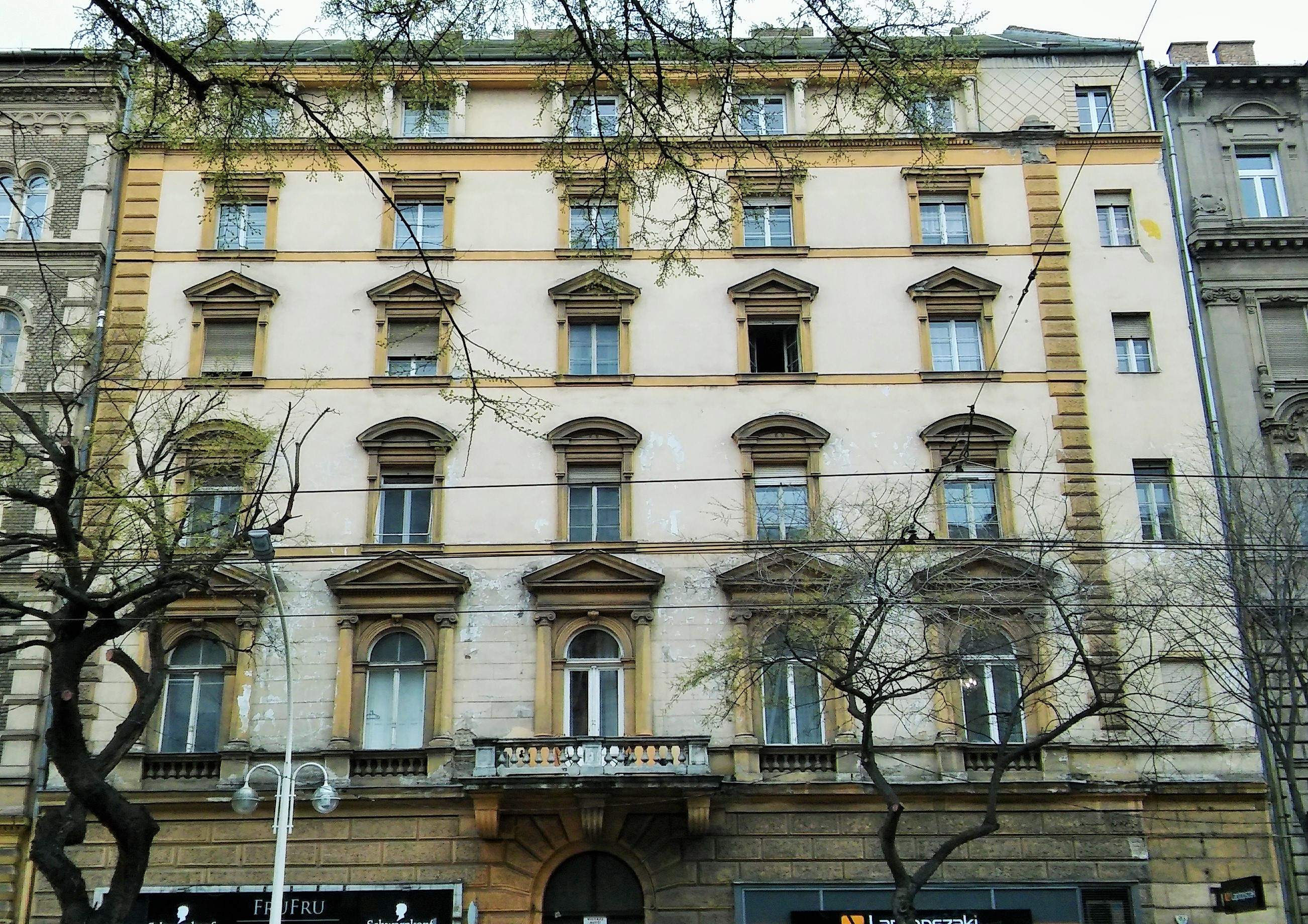
József körút 67.
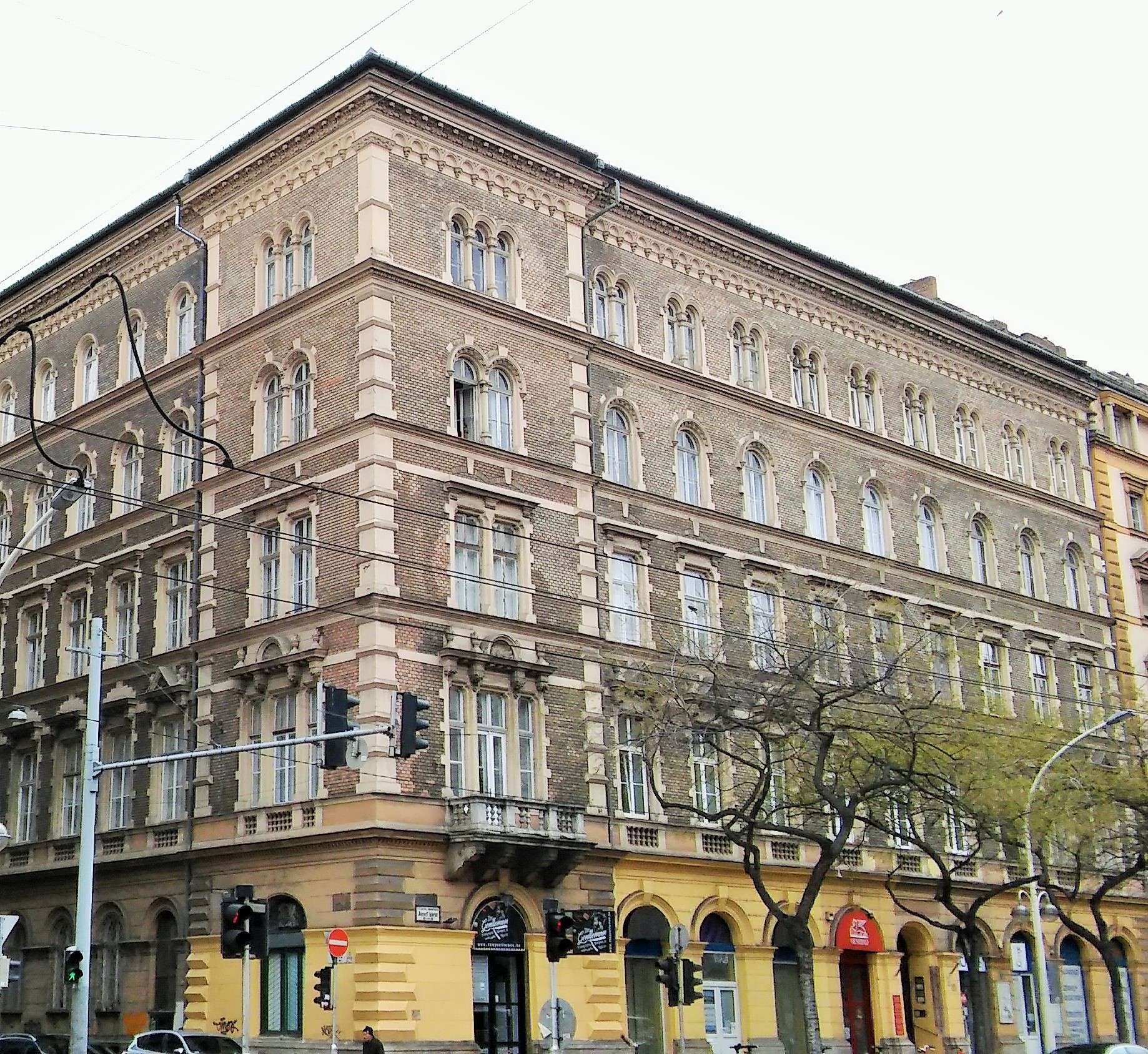
József körút 69.
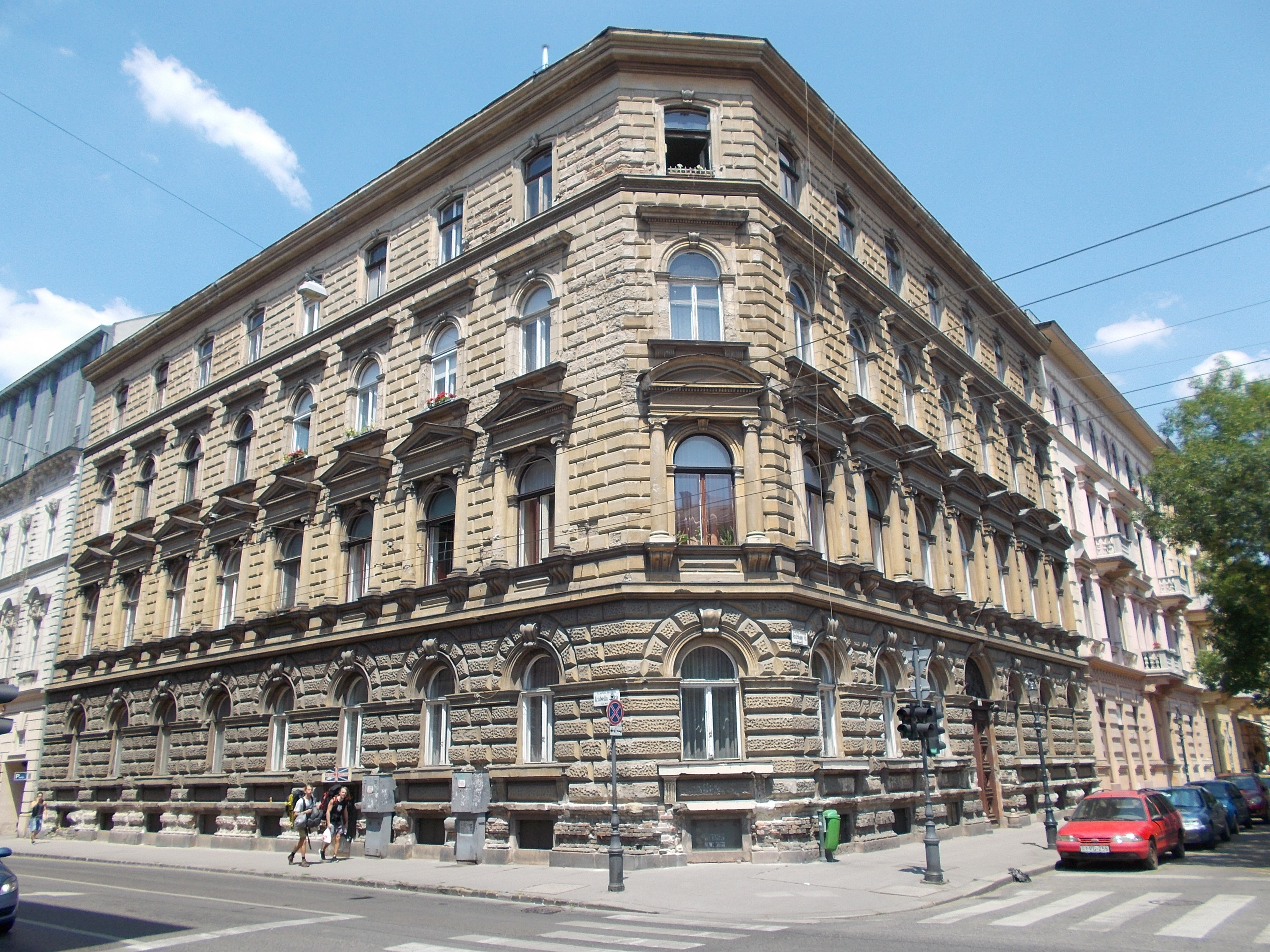
Andrássy út 72.
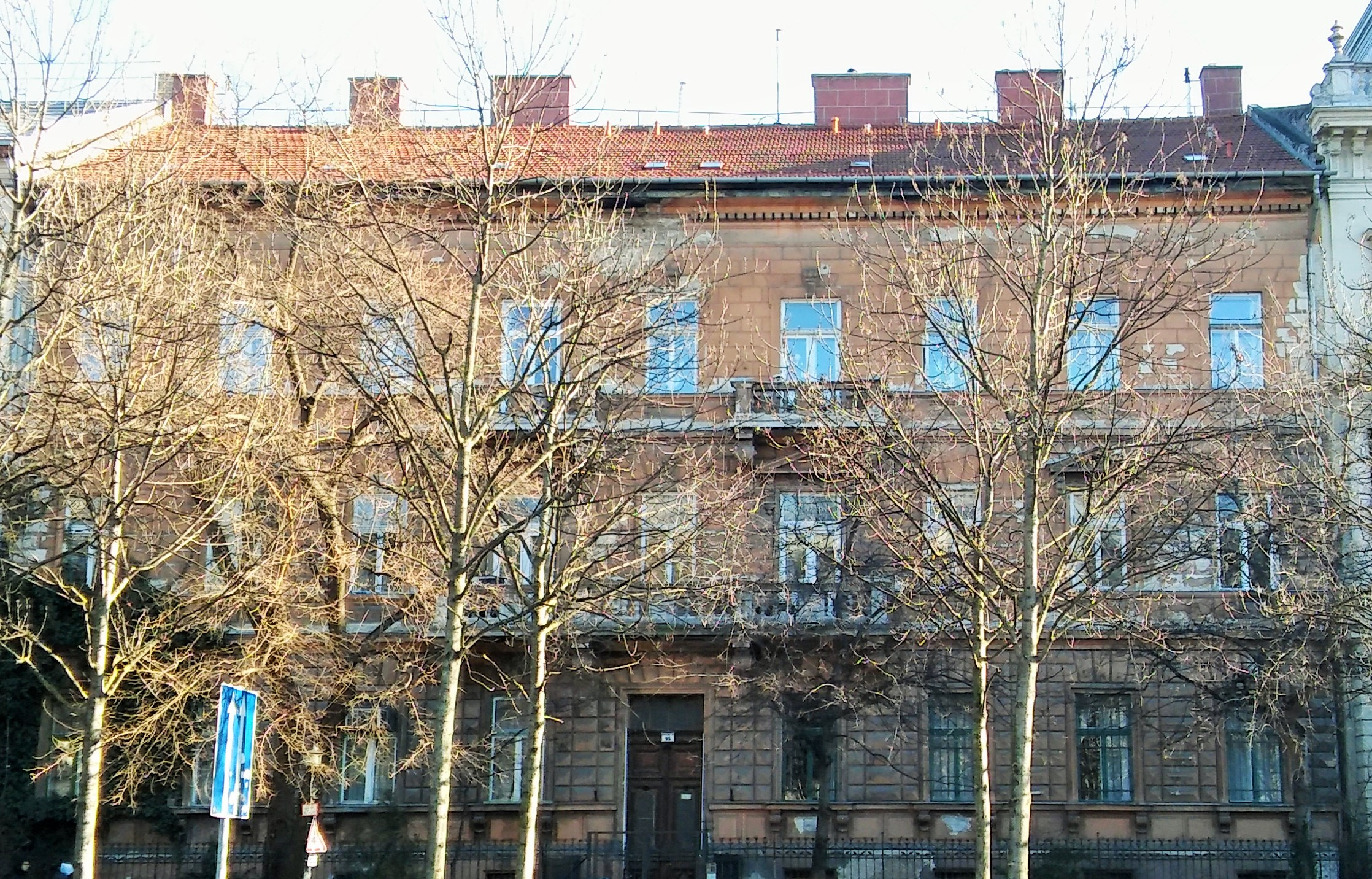
Andrássy út 95.
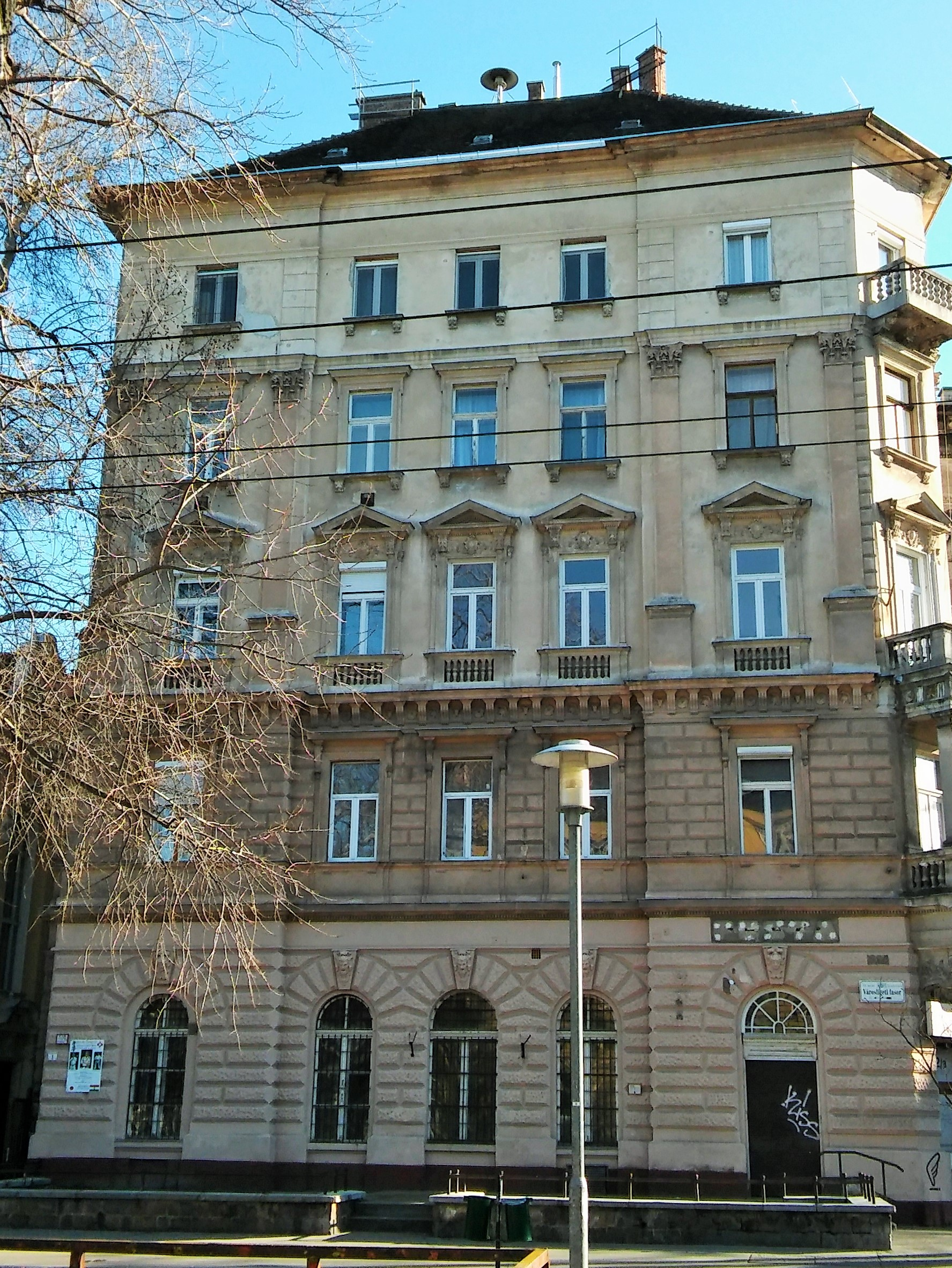
Városligeti fasor 1.
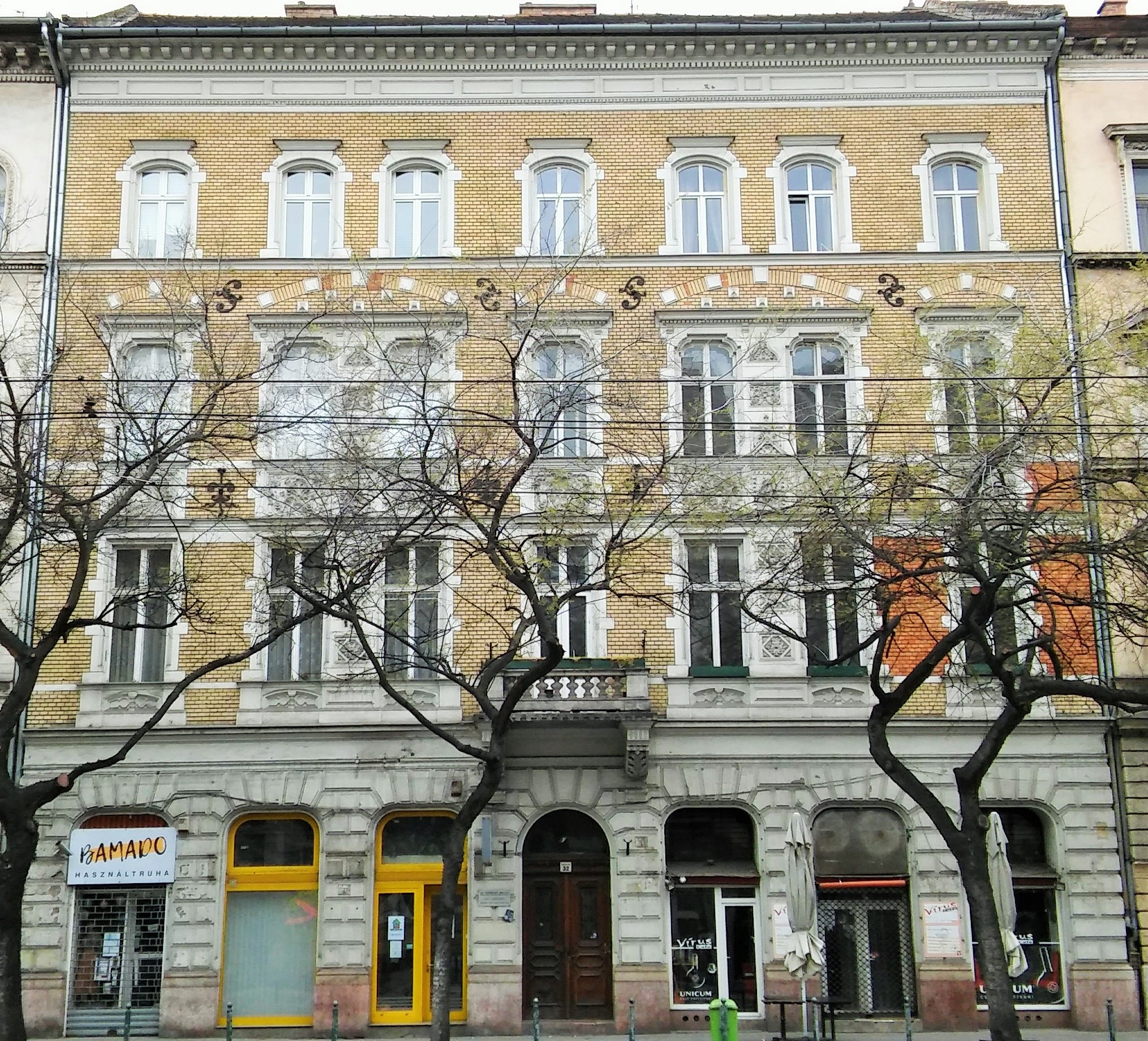
Ferenc körút 32.
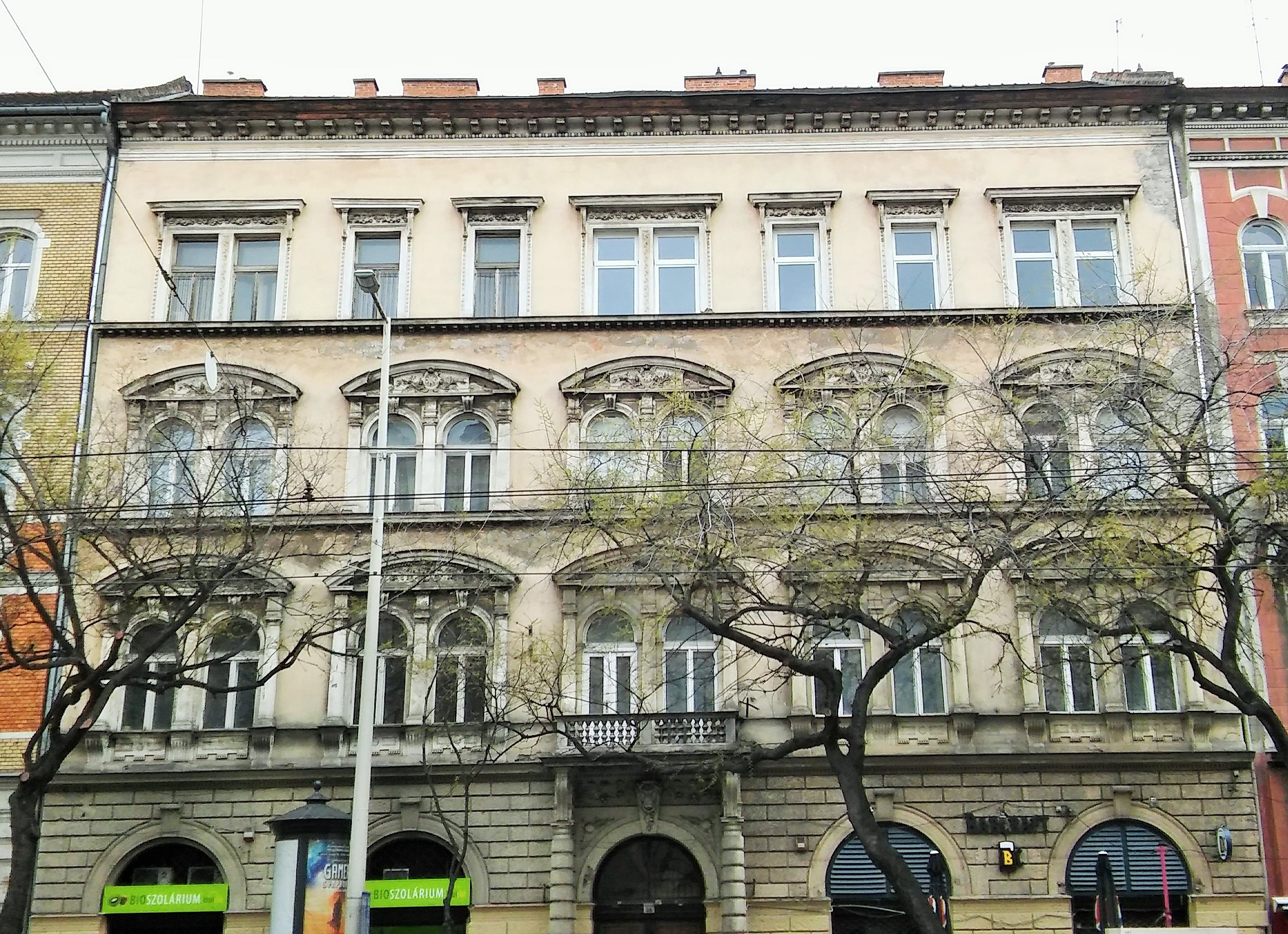
Ferenc körút 34.
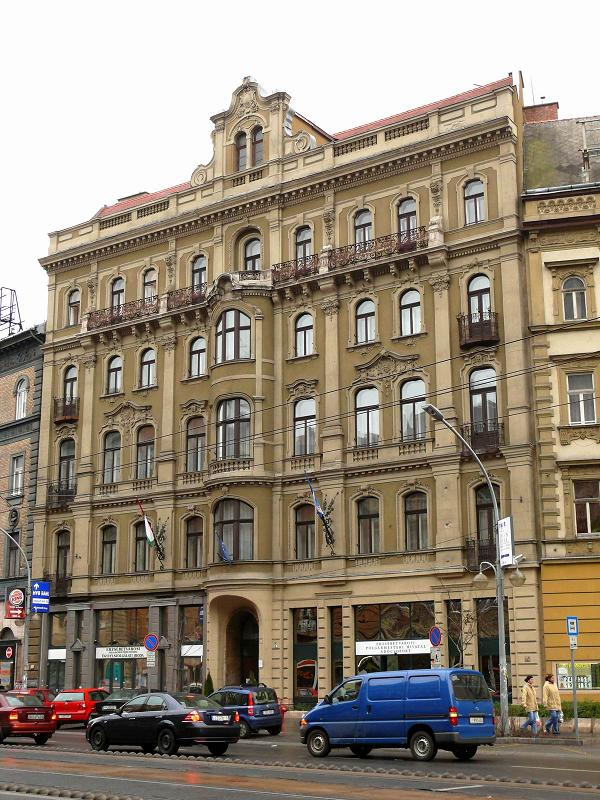
Erzsébet körút 6.